# بينكي مالينكي (مسلسل تلفزيوني)
بينكي مالينكي (بالإنجليزية:Pinky Malinky) مسلسل رسوم متحركة أمريكي من إنتاج نيكلوديون يحتوي الموسم الأول من المسلسل 20 حلقة وحيث يتحدث المسلسل عن حياة سجق واصدقائه وحيث يسطتيع السجق التحدث إلى الكاميرا كما في يحيا انجلو.

والمسلسل من تأليف بن بوكليه نفس مؤلف عالم غامبول المدهش وتتشابه التصميمات في المسلسل مع عاملا الخبز وعالم غامبول المدهش ومقرر ان يبدا عرضه على نكلوديون العربية في فبراير 2017 وفي نهاية سنة 2016 على نيكلوديون الإنجليزية مع العديد من مسلسلات نكلوديون الجديدة الأخرى

## روابط خارجية
- بينكي مالينكي على موقع IMDb (الإنجليزية)
- بينكي مالينكي على موقع نتفليكس (الإنجليزية)
- بينكي مالينكي على موقع كينوبويسك (الروسية)
- بينكي مالينكي على موقع ألو سيني (الفرنسية)
- بينكي مالينكي على موقع قاعدة بيانات الفيلم (الإنجليزية)